# Haapahankonen
Haapahankonen är en liten ö i Finland. Den ligger i mellersta delen av sjön Päijänne och i kommunen Luhango i den ekonomiska regionen  Joutsa  och landskapet Mellersta Finland, i den södra delen av landet, 180 km norr om huvudstaden Helsingfors. Öns area är 3,1 hektar och dess största längd är 320 meter i sydväst-nordöstlig riktning.